# Elijah Lagat
Elijah Lagat (* 19. Juni 1966) ist ein ehemaliger kenianischer Langstreckenläufer, der seine größten Erfolge im Marathon hatte.
Lagat war im kenianischen Erziehungsministerium angestellt, als Ende 1992 ein Arzt, den er wegen Herzbeschwerden aufgesucht hatte, ihm riet, abzunehmen und Sport zu treiben. Anfang 1993 begann er regelmäßig zu laufen, und er verlor nicht nur insgesamt 15 kg seines Körpergewichts, sondern stellte auch fest, dass er bei Wettkämpfen hervorragende Resultate erzielte, so dass er nach einem Jahr beschloss, das Laufen als Leistungssport zu betreiben.
1995 gelangen ihm dann mit einem Sieg bei den 25 km von Berlin in 1:16:16 und einem zweiten Platz beim Frankfurt-Marathon in 2:12:40 die ersten internationalen Erfolge. 1997 gewann er den Prag-Marathon mit dem immer noch gültigen Streckenrekord von 2:08:52 und den Berlin-Marathon mit seiner persönlichen Bestzeit von 2:07:41.
2000 setzte er sich dann beim Boston-Marathon in einem dramatischen Finale gegen Gezahegne Abera und Moses Tanui durch. Der Abstand auf Abera betrug weniger als eine Sekunde, der auf Tanui drei Sekunden. Lagat wurde nun vom kenianischen Verband für die Olympischen Sommerspiele 2000 in Sydney nominiert, bald darauf jedoch wieder aus dem Team ausgeschlossen. Als Erklärung gab der Verband mangelnde Bereitschaft zum Training an, während andere diese Entscheidung auf die von ihm geübte Kritik an den Sportfunktionären seines Landes zurückführten.
Nachdem Ondoro Osoro, einer der nachträglich vom Verband nominierten Läufer, bei einem Raubüberfall schwer verletzt wurde, rückte Lagat dann doch noch in die Olympiamannschaft nach. Er strebte nun danach, durch eine besonders harte Vorbereitung seinen Einsatz zu rechtfertigen, geriet jedoch in einen Zustand des Übertrainings und erreichte beim Marathon von Sydney nicht das Ziel.
Im Jahr darauf trat er wieder in Boston an, wurde aber nur Siebzehnter. Mit einem sechsten Platz beim Millennium-Marathon in Madrid (2:12:25) im selben Jahr ging dann seine Marathonkarriere zu Ende.